# Џаксон Хајтс (Северна Каролина)
Џаксон Хајтс (енгл. Jackson Heights) насељено је место без административног статуса у америчкој савезној држави Северна Каролина.

## Демографија
По попису из 2010. године број становника је 1.141.
| Група             | 2000.    | 2010.       |
| Белци             | 0 (0,0%) | 817 (71,6%) |
| Афроамериканци    | 0 (0,0%) | 230 (20,2%) |
| Азијати           | 0 (0,0%) | 0 (0,0%)    |
| Хиспаноамериканци | 0 (0,0%) | 78 (6,8%)   |
| Укупно            | 0        | 1.141       |